# Dragon Quest III: The Seeds of Salvation
Dragon Quest III: The Seeds of Salvation, também chamado de Dragon Quest III: Soshite Densetsu e... (ドラゴンクエストIII そして伝説へ…, Doragon Kuesuto Surī - Soshite Densetsu e...) no Japão e Dragon Warrior III nas versões norte-americanas, é um jogo de RPG desenvolvido pela Chunsoft e publicado pela Enix (atualmente conhecida como Square Enix) em 1988 para o Famicom e  na América do Norte pela Nintendo em 1991 para o Nintendo Entertainment System, sendo parte da série Dragon Quest (que era conhecida na América do Norte como Dragon Warrior). O jogo foi refeito e lançado para o outras plataformas: em 1996 para o Super Nintendo, em 2001 para o Game Boy Color, em 2009 para telefones móveis e em 2011 para o Wii.
Os três primeiros jogos da séries Dragon Quest são parte de uma mesma história, sendo Dragon Quest III cronologicamente o primeiro jogo, bem como o terceiro jogo a apresentar o heroi Loto. Na história, “o Heroi” possui a tarefa de salvar o mundo do demônio Baramos. Reunindo um grupo de companheiros na equipe, o Heroi deve viajar pelo mundo, parando em diversas cidades e locais e encontrar o caminho para o covil do demônio Baramos.
O jogo expandiu a jogabilidade não-linear e de mundo aberto de seus predecessores e introduziu recursos como um mundo persistente com seu próprio ciclo de dia-noite e um sistema de classes que foi usado posteriormente em Dragon Quest VI, VII e IX. O sistema de classes de Dragon Quest III influenciou a jogabilidade de futuros RPGs, especialmente a série Final Fantasy.

## Jogabilidade

Captura de tela de uma batalha na versão original do jogo.

Dragon Quest III é conhecido por ter expandido grandemente a jogabilidade de Dragon Quest e Dragon Quest II. O jogo usa convenções básicas de jogos de RPG como subir de nível ao ganhar pontos de experiência e equipar itens. A batalha é de estratégia por turnos como outros jogos da série, embora os remakes tenham incorporado diversas alterações na interface feitas em títulos seguintes. Essas mudanças incluem a possibilidade de abrir portas mais facilmente, uma mochila para armazenar itens em vez de mantê-los num banco, rápida ordenação de itens com alguns comandos e um comando para automatizar o processo de lançar magias a fim de recuperar pontos de vida. Enquanto os jogos anteriores da série possuíam uma estrutura não-linear, Dragon Quest III apresentou uma experiência de mundo aberto ainda maior. Também permitiu que o jogador trocasse os personagens da equipe livremente e introduziu o ciclo de dia e noite no qual certos itens, personagens e aventuras só são acessíveis em períodos específicos do dia.

### Classes
Dragon Quest III tem um sistema de classes, no qual cada personagem tem uma certa classe, No inicio do jogo, o jogador começa sozinho com um herói homem ou mulher mas está apto para recrutar membros na Taverna local. Enquanto o Herói sempre continua na classe herói os outros personagens podem escolher ser qualquer uma dos seguintes gêneros: Soldado/Soldier (Guerreiro/Warrior no GBC [Game Boy Color]), Lutador/Fighter, Pilgrim (Clérigo/Cleric), Bruxo/Wizard (Mago), Mercador/Merchant (Negociador/Mercador/Dealer), Pateta/Goof-Off (Brincalhão/Jester), Monge/Sage e Ladrão/Thief no qual estava disponível só nas versões posteriores. A escolha da classe afeta grandemente os status do personagem e feitiços que ele ou ela podem aprender. Mais adiante, alcançando experiencia no Nível 20 um personagem tem a opção de mudar de classes no templo de Dhama/Temple of Dhama, encontrado no meio do jogo. Um personagem que muda de classe tem seus status pela metade e recomeça no nível 1, retando seus feitiços e, nos remakes sua personalidade. Isto permite um jogador criar um personagem que saiba feitiços de Bruxo/Wizard mas tem a defesa de um Soldado/Soldier. Ao contrário da maioria das equipes de Dragon Quest, junto ao Herói, a equipe não é feita de personagens envolvidos na história. Embora só quatro personagens podem estar na equipe de uma vez, membros extras da equipe podem ficar na taverna permitindo espaços para novos recrutas. Outra inovação é uma arena onde o jogador pode colocar apostas das batalhas dos monstros para ganhar mais ouro/gold.
Nos remakes, depois de selecionar um personagem, o jogador pode mudar habilidades com cinco sementes mágicas/Magical Seeds dado na taverna. Também, cada personagem tem um traço de personalidade no qual afeta o crescimento de taxa de suas habilidades. A personalidade do Herói é determinado pelas escolhas dos jogadores e ações durante uma sequencia de sonho no inicio do jogo, enquanto as personalidades de outros personagens são determinadas pelo seu status no fim do processo de geração do personagem. A maioria das personalidades estão disponíveis para ambos os sexos, enquanto poucas são exclusiva para personagens homens ou mulheres. Uma personalidade do personagem pode ser temporariamente mudada equipando certos acessórios ou mudando permanentemente lendo certos livros.

## História

### Cenário
O jogo inicia no castelo da cidade de Aliahan. Como nos outros mundos de Dragon Quest, neste castelo esta em um período medieval, completo com cavaleiros e Magos. A equipe explora muitas cavernas, ruinas, e castelos durante a aventura. A geografia de Dragon Quest III largamente corresponde a atual geografia da Terra, e muitas cidades correspondem a cultura de mundo-real, incluindo "Romaly" para Roma, "Portoga" para Portugal, "Assaram" próximo ao dia atual do Iraque (derivado de "as-salamu alaykum"), "Jipang" para Japão (onde o Herói Yamata no Orochi luta) e mesmo uma "Nova Cidade" no oriente da America do Norte que experiencia uma revolução contra um dominante arrogante.

### Enredo
Dragon Quest III acontece muitos anos antes do original Dragon Warrior em um mundo separado dos primeiros dois jogos. Um malvado demônio com o nome de Baramos ameaça destruir o mundo. A história gira em torno do Herói, filho ou filha (o jogador pode escolher entre homem ou mulher, com poucas mudanças no gameplay) do lendário Guerreiro Ortega. No seu décimo sexto aniversário, o Herói (daqui em diante referenciado como eles para sua conveniência) é convocado para o castelo e é dado pelo Rei de Aliaham o desafio de livrar o mundo do Demônio Baramos, no qual Ortega tentou no passado mas morreu em um vulcão. O Herói então está apto a recrutar três viajantes para ajudar na luta contra Baramos.
O Herói deixa seu lar em Aliahan para viajar o mundo e completar a missão de seu pai para derrotar Baramos. Uma porção maior de aventura é a missão/quest de adquirir os últimos dois das três chaves necessárias para abrir portas pelo jogo. Depois de salvar duas pessoas da cidade de Baharata do vampiro Kandar e roubar de volta do rei a coroa de Romaly, o Herói recebe Pimenta Negra, no qual eles então podem trocar por um viagem de navio em Portoga. Com o navio, o Herói adquiri a chave final e as seis esferas no qual são usados para reviver o passaro lendário Ramia. Ramia permite o Herói e sua equipe para viajar para o castelo de Baramos, no qual está em volta por montanhas.
Depois de Derrotar Baramos em uma batalha feroz e retornar para Aliahan, A celebração do Herói é uma cut-cena de Zoma, mestre de Baramos e o verdadeiro vilão do jogo, revela sua existência. Ele ataca e abre uma cova para o Mundo Sombrio, no qual o Herói vai para lá.
```
O Mundo Sombrio é, de fato, Alefgard (das partes anteriores das series), onde o Herói deve adquirir muitos artefatos que foram coletados no Dragon Quest Original, incluindo a pedra do sol e o cajado da chuja.
[
21
]
 Rubiss, um monge lendário, foi transformado em pedra e é resgatado pelo Herói, e o Herói recebe um Amuleto Sagrado em troca. Estes itens, como no jogo original, cria uma Ponte do Arco-Iris no qual conduz o Herói para o Castelo de Zoma para o confronto final. Entre o caminho, o Herói rapidamente junta com Ortega enquanto ele é assassinado pelos monstros de Zorma, então continua a derrotar o Baramos ressuscitado, agora transformado em um poderoso Baramos Bomus e mais tarde em um Baramos esqueletal Gonus. Com a Bola da Luz dado pela Rainha Dragão, o Herói derrota Zoma e liberta Alefgard, mas Zoma orgulha-se que o mal eventualmente irá retornar par terra e o Herói não viverá o bastante para para-lo.
[
25
]
 Pela sua bravura, o Herói recebe sua espada e armadura para passar pelas eras, só assim sua descendência pode continuar a protejer o mundo do mal.
```

## Desenvolvimento
Como outros principais jogos das series Dragon Quest, o cenário Dragon Quest III foi desenhado por Yuji Horii, enquanto que a arte foi feita por Akira Toriyama o mesmo do famoso Dragon Ball. Koichi Sugiyama compôs todas as músicas para Dragon Quest III. Presidente da Chunsoft Koichi Nakamura, co-criador de Dragon Quest, declarou que ele contribuiu por pelo menos "10%" da programação dos jogos. O jogo foi lançado um ano depois do original, o mais longo período de desenvolvimento do que seus anteriores, e refletiu o processo de desenvolvimento das series de jogo mais longa. Yuji Horii, em uma entrevista de 1989, disse que os desenvolvedores aperfeiçoaram a estrutura do jogo da série em Dragon Quest III, e isso se refletiu na transição da busca de um personagem para uma equipe de heróis. O sistema de password usado no dois primeiros títulos de Dragon Quest foi retirado em favor de um slot de save devido em parte de Horii não gostou de que os jogadores precisassem memorizar ou gravar longos passwords. Horii teve uma politica de remover qualquer recurso do jogo que foi usado em outro lugar, no qual se tornou impraticável durante o desenvolvimento de Dragon Quest III quando o conceito do mapa do mundo do jogo foi usado primeiro por um outro desenvolvedor em Mirai Shinwa Jarvas, mas a equipe de Horii estava muito ligado ao desenvolvimento para mudar alguma coisa. Horii também preferiu um protagonista silencioso para fazer o jogador se sentir como se tivesse se tornado o personagem principal, mas neste ponto da história, Horii foi forçado a fazer um Herói gritar, "Deixe ele para nós! Corra! Rápido!

### Localização na América do Norte 1991
O jogo foi chamado na América do Norte como Dragon Warrior III em 1991 (embora não foi oficialmente lançado até 1992). Muitas mudanças foram feitas nesta versão. Entre elas estão a adição de um novo tela de título (no original, era apenas uma tela preta com o título do jogo no centro), e um novo prologo no qual Ortega aparece lutando com o dragão e sendo arrastado para dentro do vulcão (no original, o jogador não sabe do destino de Ortega, até falar com o rei pela primeira vez). Tinha também novas músicas, incluindo uma para a tela de título e uma depois que Ortega morre perto do final. Para acompanhar os créditos locais (América do Norte), o tema do final foi estendido para incluir uma reprise do tema de Alefgard. Não é claro se Sugiyama trouxe de volta novas faixas de musicas ou se alguém mais trouxe. O menu quando inicia um novo ou save antigo também colocaram uma música de Dragon Quest IV (no original não tem música). Finalmente a maioria dos monstros dão uma grande quantidade de pontos de experiência.

### Remakes
A versão do Super Famicom, lançado no final de 1996, durante os últimos dias do Super Nintendo na America do Norte, nunca foi trazida para a America do Norte, devido ao fechamento da corporação da Enix na America em 1995. Até lá a Enix da America retornou, o SNES foi descontinuado na America do Norte. Embora, o próximo remake para o Game Boy Color, foi lançado nos dois países: Japão e nos EUA.
A versão do Game Boy Color é baseado na versão do Super Famicom. Para o lançamento da America do Norte de Dragon Quest III do remake do Game Boy Color, Enix decidiu dar uma "Toque de anime", devido a demanda dos fãs nos boards de mensagens da Enix. Ambas versões do remake de Dragon Quest III Oferecem muitos recursos e mudanças. O jogo Recebeu uma nova tradução, incorporando muito elementos adultos que haviam cortado do lançamento original da America, e se tornou o primeiro RPG do Game Boy Color com uma classificação para adolescentes. Foi também o maior jogo do Game Boy Color lançado na America do Norte, com 32 Mb ROM e 256Kb de saves SRAM em um cartucho. Uma nova classe, o Ladrão/Thief foi adicionada a lista em cada remakes. Muitos dos nomes das classes foram mudados na versão em Inglês do Game Boy Color, como Soldado/Soldier para Guerreiro/Warrior. Também, nas novas versões tinha a habilidade de mudar para a classe Coringa/Jester no Dhama, no qual não foi permitido no original. Novos Mini-Games foram adicionados para os remakes, incluindo Pachisi (chamado de Suguroku no Japão/Tesouros e armadilhas como no remake de Dragon Quest V), no qual é um quadro de game gigante estilo aventura do qual o jogador pode ganhar itens. Este jogo é baseado nas series de Horii ltadaki Street. O sistema de Mini Medalha, no qual deixa jogadores coletarem medalhas escondidas para ganhar novos itens, visto depois nos jogos de Dragon Quest (Vindo de Dragon Quest IV), foi adicionado. Um outro sistema de medalhas, Medalhas dos Monstros/Monster Medals, deixa os jogadores colecionar medalhas de inimigos mortos, foi adicionado no remake do Game Boy Color e dois jogadores poderiam trocar Medalhas de Monstros via Cabo Link. Duas Dungeons Bônus ficou disponível depois da missão principal for terminada. Os remakes vem com gráficos melhorados. Um introdução revisória para o jogo foi feita, parecido com um dos original do Dragon Quest III, no qual incluiu uma batalha de Ortega com a Rainha Dragão. Monstros e animaçoos de ataques em batalhas foram adicionados, um recurso primeiro introduzido em Dragon Quest VI. Um sistema de personalidade foi adicionado aos remakes de Dragon Quest III. Uma sequencia do pré-jogo no qual o jogador responde dilemas morais parecido com aquele Ultima IV que determina a personalidade do Herói. A personalidade de outros membros da equipe é determinado pelas sementes de status que o jogador dá a eles durante o processo de geração do personagem. Personalidades determina qual status aumentam quando um personagem sobe de nível. As personalidades podem se mudadas pelo uso de itens especiais e livros.
Square Enix lançou ambos para a versão do Famicom e Super Famicom de Dragon Quest III no japão em 15 de Setembro de 2011, como parte da comemoração do vigésimo quinto aniversário do Famicom (Nintendinho) de Dragon Quest & Super Famicom (Super Nintendo) Dragon Quest I & II & III, uma compilação de jogos de Dragon Quest Emulados para o Wii para celebrar o vigésimo quinto (25º) aniversário. Um rápido recurso de save state foi adicionado para estas versões, permitindo pausar a qualquer hora, mas o arquivo de save é deletado ao retomar.
Na transmissão ao vivo do 35º aniversário de Dragon Quest, um remake de Dragon Quest III foi anunciado no estilo "HD-2D". O remake foi lançado em 14 de novembro de 2024. 

### Música
Koichi Sugiyama compôs e dirigiu a musica do jogo. A música de Dragon Quest III Vem no Dragon Quest Game Music Super Collection Vol. 1. Dragon Quest Game Music Super Collection Vol.2 e Dragon Quest Game Music Super Collection Vol.3, cada álbum é uma compilação de música dos primeiros seis jogos de Dragon Quest. A música do jogo está presente também em outros Álbuns de compilação de Dragon Quest, como Dragon Quest on Piano VOl. II, no qual foi lançado em 1990, e Dragon Quest Best Songs Selection ~Loula~, lançado em 1993. Um álbum de compilação das músicas de Dragon Quest III foi inserido em Dragon Quest III ~And into the Legend...~ Remix Symphonic Suite e foi publicado pela Sony Records em 1996. Em 2011 Sugiyama tocou em um concerto focado em Dragon Quest III e suas series de "Family Classic Concert" que ele tem feito por muitos anos, tocando quinze das canções dos jogos.
Todas as faixas escritas e compostas por Koichi Sugiyama. 
| Dragon Quest III ~ And into the Legend... | |         |  |
| N.º                                       | Título | Duração |  |
| 1.                                        | "Roto's Theme" (ロトのテーマ Roto no Teema) |         |  |
| 2.                                        | "Rondo Royale" (王宮のロンド Oukyuu no Rondo) |         |  |
| 3.                                        | "Around the World (Around the World ~ Town ~ Jipang ~ Pyramid ~ Village)" (世界をまわる（街～ジパング～ピラミッド～村） Sekai o Mawaru (Machi ~ Jipangu ~ Piramiddo ~ Mura)) |         |  |
| 4.                                        | "Adventure" (冒険の旅） Bouken no Tabi) |         |  |
| 5.                                        | "Dungeon ~ Tower ~ The Phantom Ship" (ダンジョン～塔～幽霊船） Danjon ~ Tou ~ Yuureisen)                                                                                     |         |  |
| 6.                                        | "Requiem ~ Small Shrine" (鎮魂歌～ほこら Chinkonka ~ Hokora) |         |  |
| 7.                                        | "Sailing" (海を越えて Umi o Koete) |         |  |
| 8.                                        | "Heavenly Flight" (おおぞらをとぶ Oozora o Tobu) |         |  |
| 9.                                        | "Fighting Spirits Battle Theme ~ In Alefgard ~ Hero's Challenge" (戦闘のテーマ～アレフガルドにて～勇者の挑戦 Sentou no Teema ~ Arefugarudo nite ~ Yuusha no Chousen)         |         |  |
| 10.                                       | "And, into the Legend..." (そして、伝説へ… Soshite, Densetsu e...) |         |  |
| 11.                                       | "Dragon Quest III's Original Audio Story" (ドラゴンクエストⅢ ゲーム オリジナル サウンド ストーリー Doragon Kuesuto ~ Geemu Orijinaru sutori)                                 |         |  |

## Recepção

### Vendas
Dragon Quest III vendeu mais de um milhão de copias no primeiro dia com quase 300 detenções de estudantes por matar aula para comprar o jogo, e 3.8 milhões de copias total no Japão. O conjunto vendeu 1.1 Milhão de cartuchos no Japão dentro de um dia e três milhões em uma semana e aumentando ¥20 bilhões de ienes ($143 milhões de dolares na época ou 328 milhões ajustado pela inflação) dentro de um mês. Ficou no topo das paradas Japonesas de Fevereiro, passando por Março e Abril até Maio de 1988. se tornou o melhor de vendas de jogos em 1988 no Japão, com 3,8 milhões de unidades vendidas e o melhor de vendas de jogos no Japão entre 1986 e 1989, aumentando em $230 milhões na época. O jogo original vendeu no mundo inteiro 3,895 milhões de cópias, incluindo 3,8 milhões no Japão e 95,000 nos Estados Unidos, aumentando grandemente cem milhões de dolares em 1993 onde teve um grande aumento de cem milhões de dolares em 1993  ($690 milhões ajustado pela inflação).
É frequentemente mal-interpretado que em 1988 o sucesso do jogo causou no governo Japonês a proibição dos lançamentos dos jogos de Dragon Quest em dias escolares. A verdade, é que A própria Enix decidiu segurar mais um pouquinho o lançamento dos futuros jogos até os finais de semana. O lançamento na America do Norte de Dragon Quest III não fez muito sucesso. As pobres vendas na América do Norte foi devido ao fato de que o jogo foi lançado depois dos sistemas de 16-bit, fazendo parecer jogadores antigos.
O Remake do Super Famicom vendeu 1.4 milhões de unidades, com aproximadamente 720,000 unidades vendidas em 1996 sozinho. A versão do Game Boy Color vendeu menos que 604,000 copias no japão no final de 2001 e eventualmente se tornou o quinto melhor de vendas do jogo de Game Boy Color no Japão, com 638,551 de copias vendidas. Junto com as vendas dos remakes, Dragon Quest III é o título de mais sucesso das series e um dos mais vendidos jogos de RPG no Japão. Em Novembro de 2010, a versão para celulares foi baixada mais de 1,000,000 de vezes. Wii Dragon Quest Collection vendeu 403,953 copias em 2011. Em Dezembro de 2024, a Square Enix revelou que o Remake HD-2D de Dragon Quest III teria vendido mais de 2 milhões de unidades mundialmente.

### Resenhas
Uma enquete conduzida pela revista japonesa Famitsu no começo de 2006 entre seus leitores colocou Dragon Quest III como o terceiro jogo mais favorito de todos os tempos, sendo precedido só por Final Fantasy X e Final Fantasy VII. O lançamento na America do Norte de Dragon Quest III não fez muito sucesso. Considerado como um jogo mais robusto dos dois primeiro jogos, Dragon Quest III "Tem o mesmo estilo feio de gráficos e interface sem graça", explicou Kurt Kalata do Gamasutra. No lançamento da America do norte, teve poucas vendas e são parcialmente devido ao fato de que o jogo foi lançado depois do lançamento dos sistemas de 16-bit, fazendo paracer antigo para Gamers.Os Criticos acharam o sistema de dia/noite e a adição
de um banco digno no jogo. Sua reputação tem crescido na America desde seu lançamento, primeiramente devido a suas inovações no gameplay, conduzindo a Nintendo Power a listar o número 176 da sua lista de jogos Top 200. IGN depois listou como 96º melhor jogo da Nintendo Entertainment System. GamesRadar avaliou como 17º melhor jogo de NES ja feito. A equipe o escolheu em vez de outros títulos Dragon Warrior devido ao seu sistema de trabalho, que eles sentiram que tinham intimidade e foi influente para os videogames.
O remake do Game Boy Color recebeu boas resenhas dos críticos. GameSpot deu a versão do Game Boy Color como "bom" 7.6/10, dizendo que "DWIII (Dragon Warrior III) é digno de seu antecessor do NES, mas é firme nos RPG old-school que quer dizer que só os hard-core precisam por em pratica." A publicação nomeou o jogo para seu prêmio anual de "Melhor jogo de Game Boy Color", no qual foi para Oracle of Seasons e Oracle of Ages. Nintendo Power deu ao remake 4/5, enquano IGN deu uma nota perfeita 10/10.

## Legado
O protagonista homem desta edição, Erdrick, aparece no jogo exclusivo do Japão nos celulares com o nome de Dragon Quest Rivals. Erdrick também aparece como personagem convidado em 2018 no jogo de luta Super Smash Bros. Ultimate via DLC e é completamente dublado pelo primeira vez por Noboyuki Hiyama.

## Mangá
As series de manga, Dragon Quest Retsuden: Roto no Monshō (ドラゴンクエスト列伝 ロトの紋章, Dragon Quest Saga: Roto's Emblem), foi escrito por Chiaki Kawamata e junji Koyanagi com arte feita por Kamui Fujiwara e foi publicado na Monthly Shōnen Gangan de 1991 até 1997. As series depois foram compiladas em 21 volumes publicada pela Enix, em 1994 e foi lançado em CD e foi lançado para o Playstation Portable(PSP) em 11 de Dezembro de 2009 como parte da biblioteca de distribuição do manga. Em 1996 um filme de anime baseado no manga foi lançado em video cassete.
Uma continuação das series Dragon Quest Retsuden: Roto no Monshō ~Monshō o Tsugumono-tachi e~  (ドラゴンクエスト列伝 ロトの紋章 ～紋章を継ぐ者達へ～, Dragon Quest Retsuden: Roto no Monshō - To the Children Who Inherit the Emblem), publicado pela Square Enix que começou em 2005 e ainda continua; desde Dezembro de 2012, Quinze volumes foram lançados. Os primeiros quatro volumes foram escritos por Jun Eishima e todo o resto dos volumes escrito por Takashi Umemura. Todos eles tem sido supervisionada por Yuji Horii com a arte feita por Kamui Fujiwara.
```
Dragon Quest Retsuden:Roto no Monshō ocupa um lugar entre Dragon Quest III e Dragon Quest.
```

Depois dos monstro se apossarem do rei Carmen por sete anos, o reino caiu para as hordas do mal. Os únicos sobreviventes foram o Príncipe Arus e uma filha do general do exercito, Lunafrea, saiem para derrotar os monstros e restaurar a paz no mundo.
Dragon Quest Retsuden: Roto no Monshō ~Monshō o Tsugumono-tachi e~ acontece 25 anos depois dos eventos em Dragon Quest Retsuden: Roto no Monshō. O mundo novamente esta um caos e um garoto, Arosu (アロス), sai para juntar Heróis de novo para salvar o mundo do mal. Dragon Quest Retsuden: Roto no Monshō foi popular no Japão, e vendeu 18 milhões no Japão. Sua continuação Dragon Quest Retsuden:Roto no Monshō - To the Children Who Inherit the Emblem também vendeu muito bem no Japão. para a semana de 26 de Agosto até 1 Setembro de 2008, o volume 7 foi avaliado como 9º no Japão tendo vendido 59,540 copias. Para a semana de 24 de Fevereiro até 2 de Março de 2009, o volume 8 foi avaliado como o 19º no Japão que vendeu 76,801 copias.
```
Para a semana de 26 de Outubro ate 1 de Novembro de 2009, o volume 9 foi avaliado como 16º no Japão tendo vendido 40,492 copias para um total de 60,467.
[
94
]
```